# جورج كراب
جورج كراب (24 ديسمبر 1754 – 3 فبراير 1832). شاعر وجراح ورجل دين إنكليزي. اشتهر باستخدامه السرد الواقعي ووصفه للحياة والناس من الطبقة المتوسطة والطبقة العاملة.
في سبعينيات القرن العشرين، بدأ كراب حياته المهنية طبيبًا متدربًا، وأصبح فيما بعد جراحًا. في عام 1780، سافر إلى لندن ليكسب لقمة عيشه من خلال شعره. بعد مواجهته صعوبات مالية خطيرة وعجز عن نشر أعماله، كتب إلى رجل الدولة والمؤلف إدموند بيرك طلبًا للمساعدة. تأثر بورك بقصائد كراب بما يكفي ليعده بمساعدته بأية طريقة ممكنة. أصبح الاثنان صديقين حميمين وساعد بورك كراب كثيرًا في مسيرته الأدبية وفي اصطفاء منصب له في الكنيسة.
قدم بورك كراب إلى الجمعية الأدبية والفنية في لندن، بمن فيهم السير جوشوا راينولدس وصمويل جونسون، اللذين قرآ عمله «ذا فيليج (القرية)» قبل نشره وأجريا بعض التغييرات الطفيفة. أمن بورك لكراب منصبه الذي شغله قسيسًا لدوق روتلاند. خدم كراب رجل دين في مناصب مختلفة طوال حياته، مع مساعدة مستمرة من بيرك في تأمين تلك المناصب. طور صداقات مع العديد من رجال الأدب العظماء في أيامه، بمن فيهم السير والتر سكوت، الذي زاره في أدنبرة، ووليم وردزوورث وبعض زملائه من شعراء البحيرة (اسم يطلق على مجموعة من الشعراء الإنجليز الذين عاشوا في منطقة البحيرات في إنجلترا في مطلع القرن التاسع عشر)، الذين كثيرًا ما زاروا كراب ضيوفًا له.
وصفه الورد بايرون بأنه «الفنان الأكثر صرامة، والأفضل». كان شعر كراب في أغلبه ي هيئة مزيج بطولي، ووصف بأنه غير عاطفي في تصويره للحياة الإقليمية والمجتمع. كتب الناقد الحديث فرانك وايتهيد أن «كراب، في قصصه الشعرية على وجه الخصوص، شاعر مهم وكبير، وعمله مبخوس إلى حد بعيد». تشمل أعمال كراب: القرية (1783)، الأشعار (1807)، الأقاليم (1810)، مجموعته الخاصة للقصص الشعرية (1812)، وحكايا القصر (1819).

## سيرته

### نشأته
ولد كراب في ألدبورغ، سوفولك، وهو أكبر أبناء جورج كراب الأب. عمل الأب مدرسًا في مدرسة قروية في أورفورد، سوفولك، ولاحقًا في نورتون، بالقرب من لودون، نورفولك؛ وأصبح لاحقًا جابيًا لضريبة الملح. تزوج في شبابه أرملة أكبر منه سنًا تدعى كرادوك، التي صارت أمًا لأبنائه الستة: جورج، وأخوته روبرت، وجون، ووليم، وأخته مريم، وأخت أخرى ماتت وهي طفلة.
أمضى جورج الابن أول 25 عامًا من عمره بالقرب من مسقط رأسه. أظهر ميلًا تجاه الكتب والتعلم في سن مبكرة. أرسل إلى المدرسة وهو لا يزال صغيرًا جدًا. أصبح مهتمًا بالقصص والمؤلفات الشعبية التي كانت شائعة بين جيرانه. امتلك أبوه بعض الكتب، وكان يقرأ مقاطع من جون ملتون ومن شتى شعراء القرن القامن عشر لعائلته. شارك في مجلة مارتن الفلسفية، معطيًا قسم «زاوية الشاعر» لجورج. اهتم كراب الأب بمجال صيد السمك المحلي، وامتلك قاربًا لصيد السمك؛ وكان يفكر في تربية ابنه جورج ليكون بحارًا، ولكنه سرعان ما وجد أن الصبي غير ملائم لمهنة كهذه.
احترم والد جورج اهتمام ابنه بالأدب، وأرسل جورج أولًا إلى مدرسة داخلية في بنغاي بالقرب من منزله، وبعد سنوات قليلة، إلى مدرسة أكثر أهمية في ستوماركت، حيث كسب فهمه للرياضيات واللاتينية، وألف الكلاسيكيات اللاتينية. شملت قراءاته الأولى أعمال وليم شكسبير، وألكسندر بوب، الذي كان له تأثير كبير في أعمال جورج المستقبلية، وأبراهام كاولي، والسير والتر رالي وإدموند سبنسر. أمضى ثلاث سنوات في ستوماركت قبل أن يترك المدرسة ويتدرب عند أحد الأطباء، إذ استقر على الطب كمهنته المستقبلية.
في سنة 1768، تدرب على يد طبيب محلي في ويكهامبروك، قرب بوري سانت إدموندز. مارس هذا الطبيب مهنته إلى جانب املاكه مزرعة صغيرة أيضًا، وانتهى الحال بجورج إلى القيام بالمزيد من العمل الزراعي والمهام أكثر من العمل الطبي. في سنة 1771، غير الطبيب الذي يتدرب عنده وانتقل إلى وودبريدج، حيث بقي حتى سنة 1775. فيما كان في وودبريدج، انضم إلى ناد صغير من الشبان الذين التقوا في فندق للمناقشات المسائية. من خلال علاقاته في وودبريدج، التقى بزوجته المستقبلية، سارة إيلمي. أطلق عليها كراب اسم «ميرا»، مشيرًا إليها لاحقًا بهذا الاسم في بعض قصائده. خلال هذا الوقت، بدأ في كتابة الشعر. في عام 1772، قدمت مجلة نسائية جائزة لأفضل قصيدة حول موضوع الأمل، والتي فاز بها كراب. طبعت المجلة نفسها مقاطع قصيرة أخرى من أعمال كراب طوال سنة 1772. تم التوقيع عليها باسم «جي. سي. وودبريدج» وضم بعضًا من كلماته الموجهة إلى ميرا. تظهر أبيات أخرى كتبها أثناء وجوده في وودبريدج إجراءه تجارب في كتابة الخواتم الشعرية على غرار أعمال شعراء إنجليز سابقين، ولكنه لم يظهر سوى بعض قليل من المهارات التقليدية».

### بين عامي 1775 و1785
أول عمل كبير له، قصيدة ساخرة من نحو 400 سطر على هيئة المقاطع البابوية (شبيه بأبحر الشعر العربية) بعنوان «سُكرة»، ونشرها سنة 1775. قال كراب لاحقًا عن القصيدة، التي تلقت القليل من الاهتمام أو لا شيء منه في ذلك الوقت، «أدعو ألا يُرى ما كتبت... هناك القليل جدًا من القصيدة لا أشعر بالخجل الشديد منه». بحلول ذلك الوقت، كان قد أكمل تدريبه الطبي وعاد إلى منزله في ألدبورغ. كان ينوي الذهاب إلى لندن للدراسة في مستشفى، لكنه اضطر إلى العمل لبعض الوقت في مستودع محلي. في نهاية المطاف، سافر إلى لندن في عام 1777 لممارسة الطب، وعاد إلى منزله في ضائقة مالية بعد عام. استمر في ممارسة عمله كجراح بعد عودته إلى ألدبورغ، ولكن نظرًا إلى أن مهاراته الجراحية ظلت قاصرة، لم يجتذب سوى المرضى الأكثر فقرًا، وكانت أتعابه صغيرة ولا يمكن الاعتماد عليها. أضر ذلك بفرص زواجه المبكر، ولكن سارة بقيت مخلصة له.
في أواخر عام 1779، قرر الانتقال إلى لندن ليرى ما إذا كان يمكنه أن يصبح شاعرًا، أو طبيبًا إذا فشل ذلك. انتقل إلى لندن في أبريل سنة 1780، حيث لم يحرز سوى نجاح ضئيل، وبحلول نهاية مايو، كان قد أجبر على رهن بعض ممتلكاته، بما في ذلك أدواته الجراحية. ألف عددًا من الأعمال ولكن رُفض نشرها. كتب عدة رسائل لطلب الرعاية، ولكن هذه الرسائل رفضت أيضًا. في يونيو، شهد كراب أحداث عنف خلال حركة شغب غوردون التي وقعت في غوردون، وقام بتسجيلها في يومياته. امتلك القدرة على نشر قصيدة بعنوان «المرشح»، ولكن النقاد قابلوها بجانب سيء.
استمر في تحميل الديون التي لم يكن لديه طريقة لسدادها، وضغط عليه دائنوه. أخبر لاحقًا والتر سكوت وجون غيبسون لوكهارت أنه «خلال عدة أشهر، عندما كان يكدح في بداية حياته في لندن، لم يذق قط طعم اللحم إلا يوم الأحد، عندما كان يأكل عادة مع عائلة أحد الباعة، وكان يفكر في ساق لحم الضأن، التي خبزها في المقلاة، التي رآها غاية في الفخامة». في أوائل سنة 1781، كتب رسالة إلى أدموند بيرك طالبًا منه المساعدة، وضم في رسالته عينات من شعره. تأثر بروك برسالة كراب وبقائه اللاحق به، فأعطاه المال لتلبية احتياجاته المستعجلة، وأكد له أنه سوف يبذل كل ما في وسعه لتعزيز حياته المهنية الأدبية. من بين العينات التي أرسلها كراب إلى بورك بعض قصائده؛ الكتبة والقرية.